# Ambassadeur

"De Ambassadeurs" door Hans Holbein de Jonge (1533). Het schilderij beeldt twee ambassadeurs van Frans I van Frankrijk af: Jean de Dinteville en Georges de Selve

Een ambassadeur is een diplomaat die de regering van zijn of haar land vertegenwoordigt bij een ander land (gastland) of bij een internationale organisatie (met de titel van permanente vertegenwoordiger), bijvoorbeeld de VN, de EU of de NAVO. Formeel vertegenwoordigt een ambassadeur het staatshoofd. Op een ambassade is de ambassadeur de hoogste diplomaat in dienst.
Tegenwoordig kan een ambassadeur ook een vertegenwoordiger zijn van een organisatie of groep voor promotionele doeleinden.

## Vertegenwoordiger van een staatshoofd

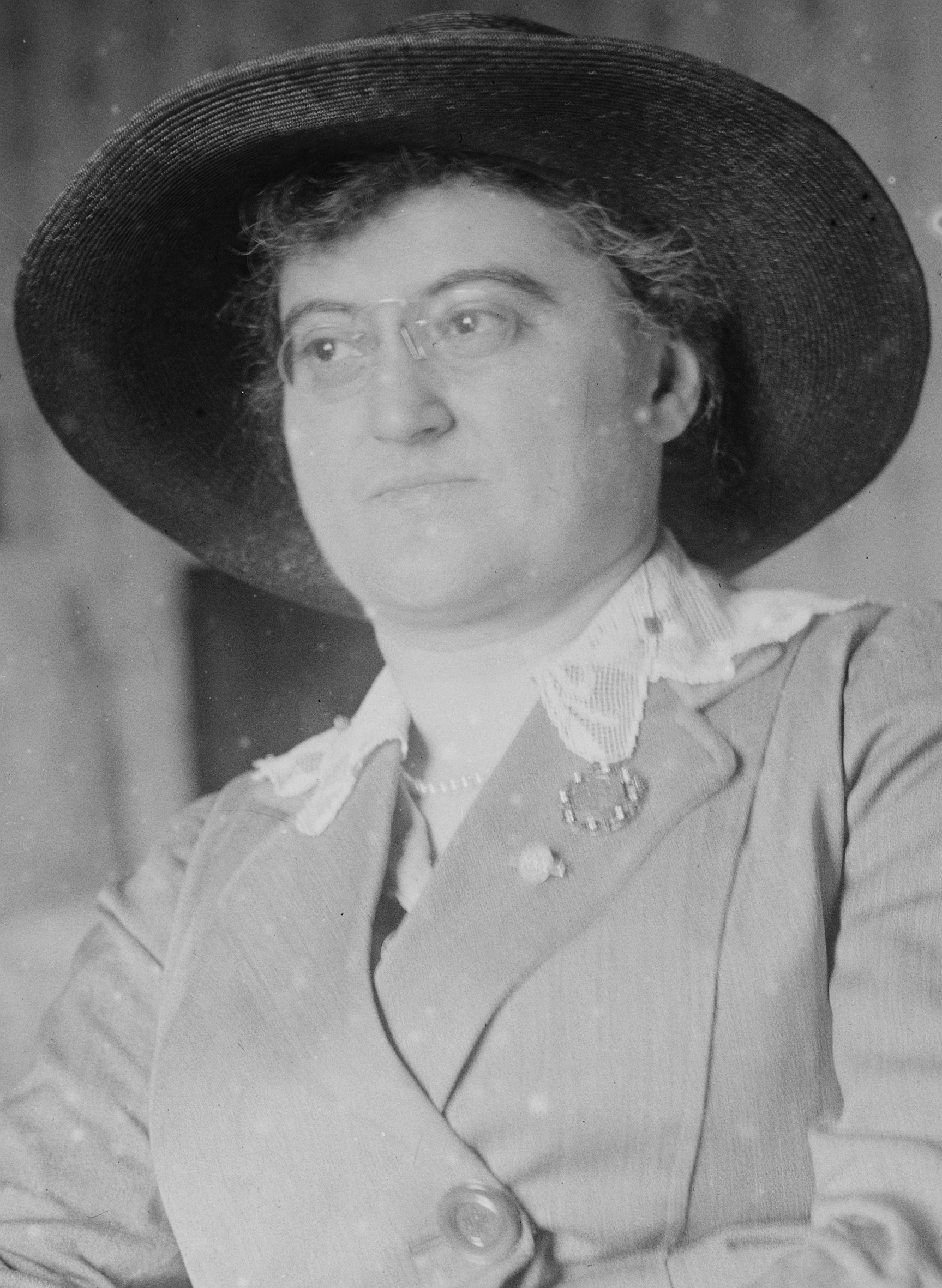
Rosika Schwimmer was na de Eerste Wereldoorlog korte tijd de Hongaarse ambassadeur in Zwitserland en was daarmee de eerste vrouwelijke ambassadeur.

De bekendste functie van die van ambassadeur is die van vertegenwoordiging van het staatshoofd. De meeste ambassadeurs vallen in hun land onder de minister van Buitenlandse Zaken. Naast de vertegenwoordigingsfunctie geeft de ambassadeur leiding aan de in de ambassade werkzame ambtenaren. 
Wanneer relaties tussen landen verslechteren, of een land iets heeft gedaan dat in de ogen van een ander land onverkwikkelijk is, kan dat andere land zijn ambassadeur terugroepen. Van deze handeling gaat een sterke symboliek van afkeuring uit. 
Ook is het mogelijk dat een ambassadeur door het ontvangende land "op het matje geroepen" wordt, zoals in de volksmond wordt gezegd. Formeel gaat het over een gesprek. De ambassadeur moet zich dan bij het buitenlandse staatshoofd of de minister verantwoorden voor daden of uitspraken van zijn land. In een ernstig geval (dat zich ook kan voordoen als de ambassadeur zelf zich misdragen heeft) geeft het ontvangende land de ambassadeur zijn geloofsbrieven terug, hetgeen inhoudt dat hij of zij naar zijn of haar eigen land wordt teruggestuurd.

### Permanente vertegenwoordiger

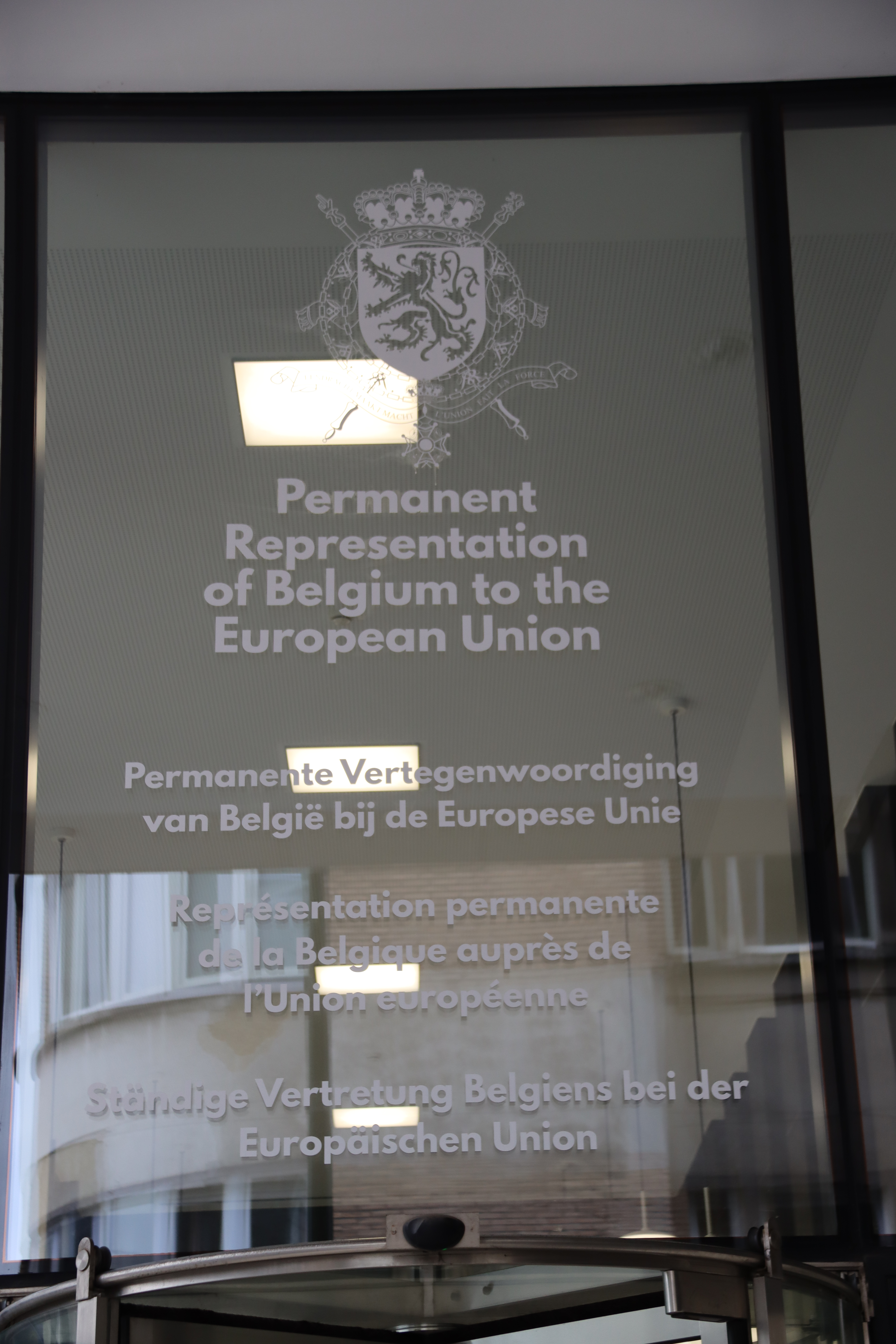
Permanente vertegenwoordiging van België bij de EU

De vertegenwoordiger van een land bij internationale instelling als de EU, de NAVO en de VN heet permanent vertegenwoordiger; hij of zij heeft dezelfde diplomatieke rang als een ambassadeur. De vertegenwoordiger van een internationale instelling bij een land heet eveneens permanent vertegenwoordiger.
De permanente vertegenwoordigers van de EU-lidstaten vormen gezamenlijk het COREPER, het COmité des REprésentants PERmanents.

### Personele unies
Er zijn landen die een personele unie vormen met een gemeenschappelijk staatshoofd, zoals Aruba, Curaçao en Sint Maarten met Nederland het Koninkrijk der Nederlanden vormen, met koning Willem-Alexander als staatshoofd. Aangezien een ambassadeur formeel het staatshoofd vertegenwoordigt, hebben die landen onderling geen ambassadeurs: een ambassadeur van Aruba in Nederland zou dan immers koning Willem-Alexander vertegenwoordigen bij koning Willem-Alexander. Iets soortgelijks geldt voor het Gemenebest van Naties, waarvan veel landen nog steeds het staatshoofd van het Verenigd Koninkrijk (thans Charles III) als staatshoofd hebben.
Om die reden wordt in dit soort gevallen een andere vorm van vertegenwoordiging gekozen. Het Gemenebest kent High Commissioners, die feitelijk op dezelfde wijze functioneren als ambassadeurs. Binnen het Koninkrijk der Nederlanden heeft Nederland een Vertegenwoordiging bij de regeringen van Aruba, Curaçao en Sint Maarten. Omgekeerd fungeren de Gevolmachtigd Ministers van Aruba, Curaçao en Sint Maarten als vertegenwoordigers van deze regeringen in Nederland (naast hun taak als lid van de Rijksministerraad).

### Thematisch ambassadeur
Een 'thematisch ambassadeur' wordt een gezant genoemd. Zo heeft Nederland een VS-gezant, sinds oktober 2014 een gezant terrorisme en sinds maart 2015 een Watergezant. De Watergezant is benoemd door de gezamenlijke ministeries van Infrastructuur en Milieu, Buitenlandse Handel en Ontwikkelingssamenwerking en Economische Zaken. Als thematisch ambassadeur draagt hij internationaal de Nederlandse kennis en kunde op het gebied van water uit.

## Buitenlandse ambassadeurs in Nederland

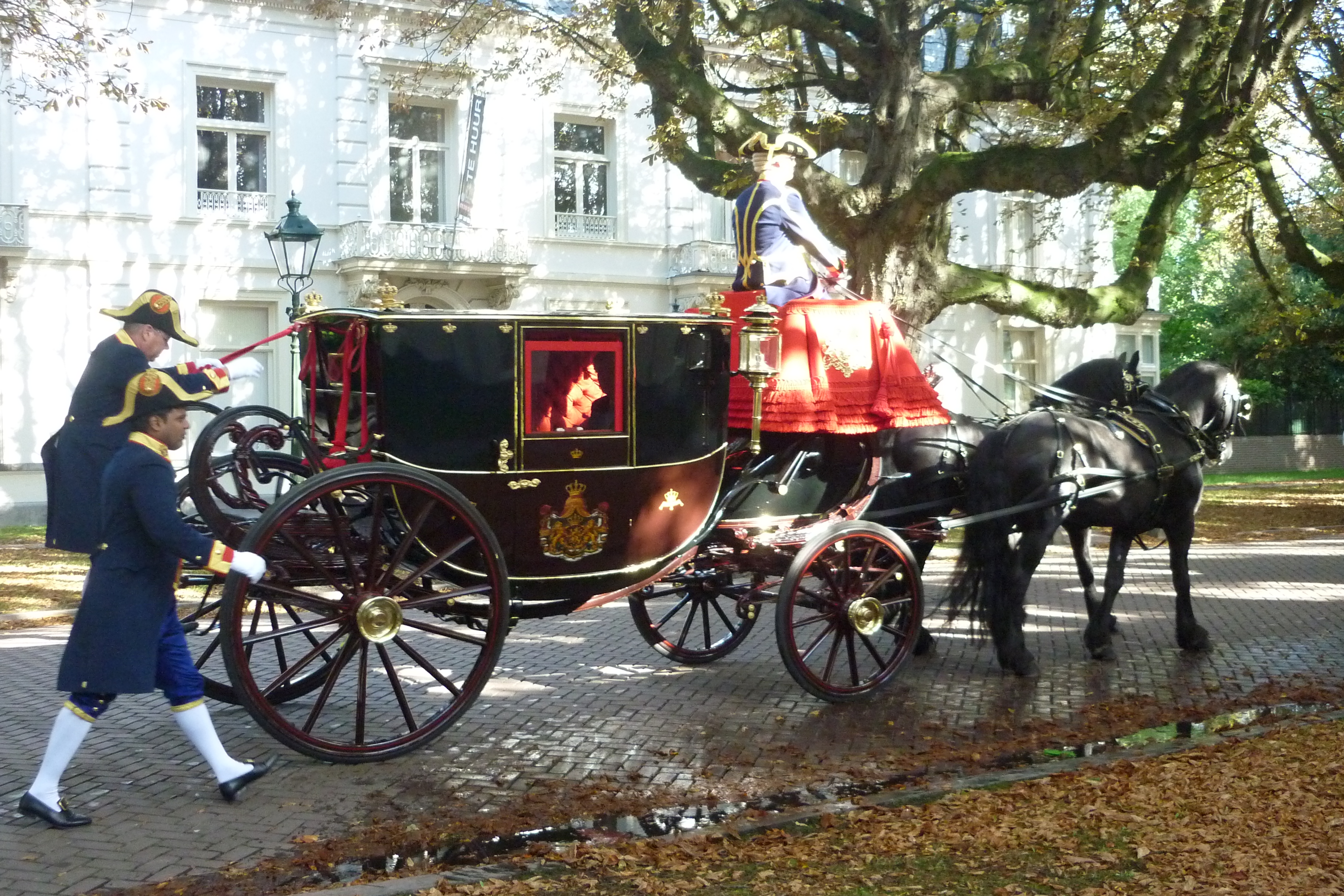
Koets met de Deense ambassadeur in Den Haag, 2010

Als een land een nieuwe ambassadeur naar Nederland stuurt, is de eerste officiële handeling het aanbieden van zijn of haar geloofsbrieven aan de Koning. Dit gebeurt traditioneel op woensdag. De nieuwe ambassadeur wordt met een koets opgehaald en naar Paleis Noordeinde gebracht om de geloofsbrieven aan de majesteit te overhandigen. Pas als ze zijn geaccepteerd, is de ambassadeur in zijn functie erkend.
De eerste vrouwelijke ambassadeur in Nederland, H.E. Begum Ra'ana Liaquat Ali Khan, werd in 1953 geaccrediteerd; zij vertegenwoordigde Pakistan.

## Nuntius
De vertegenwoordiger van de paus (staatshoofd van Vaticaanstad) wordt nuntius genoemd. Zijn staatkundige functie is gelijk aan de functie van ambassadeur.

## (Goede) doelen
'Ambassadeur' wordt ook als meer informele titel meegegeven aan mensen die een organisatie of groep voor promotionele doelen vertegenwoordigen. Vaak gaat het hierbij om een zogeheten goed doel. Zo'n niet-gouvernementele of goodwillambassadeur probeert een organisatie of zaak meer bekendheid te geven. Zo heeft UNICEF een aantal bekende persoonlijkheden als ambassadeur aangesteld, waaronder Danny Kaye, Audrey Hepburn, Shakira, Peter Ustinov,  Paul van Vliet en in Australië actrice Nicole Kidman.